# RTL Sport
RTL Sport is de overkoepelende titel voor de Nederlandse sportprogramma's van RTL Nederland op RTL 7. Dit programma verving van 2007 tot 2008 op RTL 4 De Wedstrijden van de televisiezender Tien, het voormalige Talpa. Het programma Voetbal Inside viel ook onder RTL Sport, net zoals de uitzendingen van RTL 7 Darts en RTL GP.

## Achtergrond

### Verleden
Voorheen waren er verschillende edities verspreid over het weekend. Zo werd de vrijdageditie gepresenteerd door Jan Joost van Gangelen. In deze editie werd er een livewedstrijd getoond van de Eredivisie en de samenvattingen van de Eredivisie, de Eerste Divisie en de Eredivisie Vrouwenvoetbal.
Da zaterdageditie werd gepresenteerd door Humberto Tan op RTL 4. Hierin werden de Eredivisie samenvattingen getoond, ten tijde dat de rechten van die competitie in handen waren van RTL Nederland. Op zondag werd het programma ook gepresenteerd door Tan op RTL 4. Er was echter ook een late editie, die werd uitgezonden op RTL 7 en werd gepresenteerd door Wilfred Genee.. Daarnaast werd het Eredivisie Vrouwenvoetbal iedere zondagavond uitgezonden op RTL 8.
In 2012 werd korte tijd het programma VI Vandaag uitgezonden onder de vlag van RTL Sport. In 2013 waren er uitzendingen van het RTL Sportcafé; eenmaal over het dopinggebruik van Danny Nelissen en daarna over schaatsen. Verder maakte Johan Derksen in 2013 een interviewprogramma genaamd Derksen & .... Andere programma's die onderdeel uit maakten van RTL Sport waren programma's zoals Tour du Jour, VI Oranje, Voetbal Inside en VTBL.

### Heden
Anno juli 2021 zendt RTL Sport de wedstrijden van de UEFA Champions League uit op dinsdag en woensdag. In de periode medio 2009 tot medio 2021 had het de rechten van de UEFA Europa League, sinds medio 2021 heeft het voor drie seizoenen de rechten van de Champions League. Ook is er met enige regelmaat een update van het belangrijkste sportnieuws van de dag te zien in de RTL Sport Update. Ten slotte wordt er ook nog RTL 7 Darts uitgezonden. Die rechten zijn tot eind 2021 in handen van RTL Nederland. RTL 7 zendt ook de jaarlijkse Dakar rally uit.

## Programma's

### Huidig
- RTL GP
- RTL Voetbal: UEFA Champions League (2021–heden)

### Voormalig
- De Spelen
- Derksen en...
- Eredivisie Vrouwenvoetbal (2008-2010)
- Het beste Nederlands elftal aller tijden
- Koning Voetbal
- RTL 7 Darts
- RTL Sport Update
- RTL Sportcafé (2013)
- RTL Voetbal: UEFA Europa League (2009–2021)
- Tour du Jour
- VI Oranje
- VI Vandaag (2012)
- Voetbal Inside (tot 2018)

## Medewerkers

### Presentatoren
- Fresia Cousiño Arias (2016–2018)
- Johan Derksen (2013–2015)
- Frank Evenblij (2014)
- Jan Joost van Gangelen (2007–2009)
- Wilfred Genee (2007–2018)
- Diana Kuip (2016–2019)
- Marcel Maijer (2009–heden)
- Rick Nieman (2012)
- Bart Nolles (2018–2022)
- Mark Schaaf (2022–heden)
- Jack Spijkerman (2013–2016)
- Humberto Tan (2007–2010, 2019, 2021–2024)
- Koert Westerman (2012–2021)
- Sol Wortelboer (2016–2019)
- Simon Zijlemans (2018–heden)

### Commentatoren en verslaggevers

#### Auto- en Motorsport
- Allard Kalff (2007–2021)
- Olav Mol (2007–2012)

#### Darts
- Albert Mantingh (2007–2021)
- Jacques Nieuwlaat (2012-2021)
- Bart Nolles (2017-2021)
- Niels de Ruiter (2012–2021)
- Frank Vischschraper (2009–2021)
- Koert Westerman (2007–2021)

#### Voetbal
- Barbara Barend (2007–2008)
- Teun de Boer (2020–2024)
- Leo Driessen (2007–2018)
- Wytse van der Goot (2009–2013)
- Richard van Iterson (2009–2018)
- Pascal Kamperman (2009–2013)
- Ragnar Niemeijer (2018-2021)
- Bart Nolles (2017-2021)
- Robbert Reimering (2007-2018)
- Ron de Rijk (2007–2008)
- Mark van Rijswijk (2007–2008)
- Vincent Schildkamp (2007-2013, 2021–2024)
- Michiel Teeling (2007–2008)
- Ron Vorstermans (2017–2019)
- Sierd de Vos (2009–2016)
- Koen Weijland (2020–2021)
- Koert Westerman (2007–2021)
- Simon Zijlemans (2015–heden)

#### Overigen
- Alex Lely (2015, rugby)
- Robbert Reimering (2007-2018, rugby)
- John van Vliet (2013, hockey)

### Vaste analisten

#### Darts
- Co Stompé (2012–2021)

#### Voetbal
- Jan Boskamp (2007–2024)
- Johan Derksen (2007–2018)
- René van der Gijp (2007–2018)
- Willem van Hanegem (2007–2008)
- Jan van Halst (2007–2008)
- Jimmy Floyd Hasselbaink (2018–2019)
- Theo Janssen (2018–2024)
- Wim Kieft (2013–2015)
- Dirk Kuijt (2021–2024)
- Wesley Sneijder (2021–2024)
- Ron Vlaar (2021–2024)

#### Wielersport
- Michael Boogerd (2013-2019)
- Gert Jakobs (2011-2012)
- Danny Nelissen (2011–2012)
- Eddy Planckaert (2013–2015)

#### Overigen
- Ben van der Burg (2013, schaatsen)
- Erik Hulzebosch (2013, schaatsen)